# Modèle mathématique
Pour les articles homonymes, voir modèle (homonymie).
 (septembre 2010).
Si vous disposez d'ouvrages ou d'articles de référence ou si vous connaissez des sites web de qualité traitant du thème abordé ici, merci de compléter l'article en donnant les références utiles à sa vérifiabilité et en les liant à la section « Notes et références ».

Un automate fini est un exemple de modèle mathématique.

Un modèle mathématique est une traduction d'une observation dans le but de lui appliquer les outils, les techniques et les théories mathématiques, puis généralement, en sens inverse, la traduction des résultats mathématiques obtenus en prédictions ou opérations dans le monde réel.

## Généralités

### Multiplicité de buts
Un modèle se rapporte toujours à ce qu’on espère en déduire. Un même objet, par exemple une souris, ne sera pas modélisé de la même façon selon que l'on s'intéresse à 
- ses performances intellectuelles ;
- ses maladies et leurs soins, voire ceux d'un groupe d'animaux apparentés mais plus large (tous les mammifères dont l'Homme) ;
- la façon de la dessiner de manière convaincante dans le cadre d'un jeu vidéo.

De même, un modèle n'est jamais parfait, ni totalement représentatif de la réalité : le choix des paramètres et des relations qui les lient éclaire la finalité. Au sein d’un même modèle, le choix des valeurs des paramètres peut permettre d’appréhender divers aspects, ou encore des réalités différentes.

### Multiplicité des modélisations
Même lorsque le but est fixé, il y a souvent plusieurs modèles possibles dont chacun présente des avantages spécifiques.

« Dans toute modélisation, il y a un choix a priori de l’environnement mathématique servant à décrire l’ensemble des phénomènes. La formulation s'identifie rarement aux manifestations physiques réelles. »

Ainsi en physique, il est commode d'utiliser un espace tridimensionnel euclidien, ou un espace « courbe », ou un espace à 4, 5, 11 ou 26 dimensions, ou un espace de Hilbert, etc. Bien qu'il soit généralement possible de montrer une grande proximité de ces différentes représentations, elles s'avèrent toutefois plus ou moins bien adaptées à la situation considérée. Ces formulations théoriques restent des modèles utiles pour appréhender la réalité, mais ils s'en distinguent. Par exemple, lorsqu'un physicien déclare que « l'univers est en expansion », il faut bien comprendre qu'il affirme implicitement que « par rapport à mon cadre mathématique, tout se passe comme si… ». Un autre physicien peut affirmer que « l'univers n'est pas en expansion » : ils peuvent être parfaitement d'accord si les formulations mathématiques sont distinctes.
La même remarque s'applique à d'autres domaines, en particulier aux modèles économiques et comptables dont les résultats et les décisions qui en découlent ont des conséquences économiques et fiscales importantes : l'archétype de la modélisation économique étant le cadastre fiscal et les bases de la taxation immobilière, dont tout le monde sait bien qu'elles sont « fausses », c’est-à-dire qu'elle ne reflètent qu'imparfaitement la valeur réelle qui est censée servir de référence.
Tout ceci sans ignorer  la réalité : bien qu'un modèle de génie civil pour la construction d'un pont  garantisse la robustesse de l'ouvrage, il n'est pas exclu qu'il finisse par s'écrouler (par contre, si le modèle indique que telle variante est trop faible, il serait insensé de la réaliser).

## Typologie de modèles

### Selon le sens de la modélisation
La modélisation peut s'exercer 
- du modèle vers le réel : ce sont les modèles prédictifs

Ces modèles mathématiques sont utilisés pour anticiper des événements ou des situations, comme prévoir le temps avec la météo, estimer les prix potentiels des actifs financiers avec les modèles d'évaluation en finance, ou prévenir les épidémies. On parle de modèles prédictifs, dans lesquels des variables connues, dites « explicatives », vont être utilisées pour déterminer des variables inconnues, dites « à expliquer ».
- du réel vers le modèle : ce sont les modèles descriptifs

Dans ce cas, les modèles servent à représenter des données historiques. On parle de modèles descriptifs. L'objectif est de rendre compte, de manière interprétable, d'une masse d'informations. L'archétype de ces modèles est la comptabilité : elle décrit de manière simplifiée les événements économiques réels en leur affectant un compte, c'est-à-dire une « étiquette » censée les caractériser. Ces comptes sont ensuite agrégés pour présenter de manière standard la situation économique des entreprises et des pays.
Les deux types de modèles sont parfaitement liés : une bonne prédiction suppose au moins la prédiction de la situation passée et actuelle, c’est-à-dire une bonne description. Inversement, une bonne description serait parfaitement vaine si elle ne servait pas au moins de diagnostic, ou de carte, pour identifier la conduite à tenir.
Un même modèle mathématique peut se trouver applicable à de nombreuses situations, n'ayant pas forcément un rapport évident. Par exemple, des générateurs de paysages sont capables de créer des formes réalistes d'objets aussi différents que des montagnes, des arbres, des rochers, de l'herbe, des coquillages ou des flocons de neige, avec un seul modèle général, alors même que les processus de croissance et de constructions de ses objets sont très divers. Si, au lieu de créer un nouveau modèle, on est capable de rapprocher un problème d'un ancien modèle connu, on obtient immédiatement une masse de données très utile. Une grande partie du travail est donc de reconnaître qu'un modèle connu s'applique, ou à étendre les propriétés connues d'une classe particulièrement utile de modèle (propriété qu'on pourra ensuite utiliser plus largement).

### Selon l'efficacité opératoire
Georges Matheron distingue :
- le modèle scientifique panscopique, c'est-à-dire qu'il propose une efficacité opératoire pour tous les objectifs envisageables. Tout énoncé objectif doit y être réfutable.
- le modèle technique polyscopique voire monoscopique, en ce que son efficacité opératoire se résume à un seul objectif.

### Choix et hiérarchie des modèles
Georges Matheron définit plusieurs niveaux de description d'un modèle :
1. modèle primaire : grandeur (quantification) utilisée pour décrire la réalité.
2. modèle constitutif : décision de l'approche méthodologique qui sera mise en œuvre (par exemple : déterministe, probabiliste, …). Ce choix n'est pas réfutable.
3. modèle générique : des choix méthodologiques (stationnarité, régularité, …) permettent de proposer une classe de représentations du phénomène.
4. type : des hypothèses objectives permettent de choisir une famille paramétrée de représentations.
5. caractérisation du modèle : la détermination des paramètres (inférence statistique) fournit un modèle spécifique, ou spécification du modèle générique.

Un modèle panscopique recherchera un degré de spécification fort (possédant un grand nombre de critères de spécifications) ; à l'inverse, un modèle monoscopique cherchera les hypothèses anticipatrices les plus faibles, et donc un faible degré de spécification.
Les modèles sont opératoires seulement sur certains domaines. On parlera de seuil de robustesse (des données, spécifique, de type) et de réalisme pour qualifier les limites à l'intérieur desquelles le modèle est en adéquation raisonnable avec la réalité, ou encore de seuil d'objectivité lorsque le modèle ne peut plus fournir d'énoncé pertinent.

## Les qualités d'un modèle
En préliminaire, il est important de comprendre que la complexité mathématique n'est pas un critère suffisant pour juger si un modèle est pertinent ou non : il existe des classes de modèles qui font appel à des outils mathématiques complexes, tels la recherche opérationnelle ou la théorie des jeux ; d'autres classes, la comptabilité par exemple, sont d'un abord mathématique enfantin (additions, soustractions). Mais, à résultat comparable, c'est bien sûr le modèle le plus simple qui est préférable.
Un modèle est pertinent :
- s'il couvre bien le champ du problème réel

Ex. un modèle financier qui n'intégrerait pas le phénomène du troc ne serait pas utilisable pour évaluer les entreprises de l'ex-Europe de l'Est.
- s'il permet d'obtenir le résultat escompté : description du phénomène avec le niveau de détail ou de synthèse souhaité, ou prévisions se révélant justes a posteriori.
- dans le délai souhaité

On pense à la boutade qui promet des prévisions météo précises à une semaine mais qui demandent un mois de calcul.
- accessoirement, s'il est réutilisable

L'investissement pour décrire un modèle est en général si important qu'il se justifie rarement sur une opération unique.
Un modèle est pertinent également s'il est :
- opérationnel : il doit fournir la solution recherchée (et selon le principe d'économie, sans critères de spécification inutiles).
- spécifiable : l'information disponible doit permettre de choisir le type de modèle et d'estimer ses paramètres.
- compatible : d'une part avec les données, d'autre part avec notre intuition du phénomène.
- efficace : la solution fournie doit être correcte.

## Comment créer un modèle?
Une méthode applicable à toutes les situations n'existe à priori pas, mais on peut citer les points essentiels suivants.
1. Le point de départ est toujours une question qu'on se pose sur une situation future et/ou si complexe qu'on n'y trouve pas la réponse de manière évidente.
Ex. : mon entreprise est-elle viable ? Ce matériel vaut-il le prix demandé ? Ce médicament est-il efficace ? Que faut-il faire pour que la situation s'améliore ?
2. Pour trouver la réponse, il est nécessaire de limiter le champ du problème en recherchant les données qu'on imagine avoir un lien direct avec la question. Trop limiter fait courir le risque de ne pas modéliser un phénomène qui a du poids dans le contexte, mais trop ouvrir entraîne une dispersion des moyens et une accumulation de données non pertinentes qu'il faudra écarter en justifiant les choix. Cette étape est la plus délicate pour la qualité du modèle : elle est soumise aux a priori du modélisateur, à ses manques de connaissances — parfois de méthode — et aux moyens dont il dispose (temps, argent, accès aux données). Au cours de cette étape, on choisit le type de modèle général qu'on va utiliser, notamment en fonction des données dont on pense disposer.
3. Il faut ensuite construire le modèle :
- filtrer les données afin d'en extraire les « bruits », ces irrégularités ou ces événements accessoires qui masquent l'essentiel ;
- éventuellement, reconstituer les manquants, c'est-à-dire les objets qui manquent pour assurer la cohérence de l'ensemble (ex. le fonctionnement d'un paramètre dont on connaît l'existence mais sur lequel on ne dispose pas de données)

C'est là qu'interviennent les outils mathématiques et informatiques, qui permettent un filtrage et une construction avec un minimum de subjectivité en un minimum de temps.
4. Le « substrat » restant constitue le modèle, ensemble de règles ou d'équations. Il faut décrire ces règles le plus complètement possible : leur importance relative, les données en entrée et en sortie, les outils mathématiques utilisés, les étapes par lesquelles il faut passer, les points de contrôle.
5. La dernière étape consiste à valider le modèle : en appliquant aux données filtrées les règles du modèle, retrouve-t-on la situation initiale ? Si l'écart est trop important, il est nécessaire de se reposer la question des limites que l'on a fixées, ou de la pertinence des outils utilisés pour la modélisation.

## Les principaux domaines d'applications
- chimie
- physique
- science de la vie. En agronomie : il existe des applications de la modélisation mathématique pour l'étude des systèmes de culture, des systèmes d'élevage. Certains travaux de modélisation sont à la base de la création d'outils opérationnels d'aide à la décision pour le conseil agricole.

## Les outils mathématiques les plus courants
Il s'agit essentiellement d'outils statistiques et de probabilités, de calculs différentiels (équation aux dérivées partielles et ordinaires). Plus précisément,
- Pour les modèles prédictifs :
  - la projection, qui consiste à prédire la valeur d'une grandeur numérique continue à partir des valeurs passées, par exemple en utilisant les méthodes de régression (linéaire ou non) ;
- Pour tous les modèles :
  - la classification supervisée, ou catégorisation, qui permet de situer une observation (événement ou individu) dans un nombre réduit de classes prédéfinies ;
  - la représentation graphique, qui donne une image visuelle ;
  - l'utilisation des variables centrées, où une variable est censée représenter toutes les autres (ex. la moyenne) ;
  - la corrélation, qui permet d'associer plusieurs variables quand elles ont un comportement commun ;
  - la clusterisation, ou classification non supervisée, qui consiste à présenter les observations par paquets les plus homogènes possibles (les clusters) ;
  - la réduction de dimensionnalité, qui consiste à créer, à partir d'un ensemble d'observations, un ensemble réduit d'observations (c'est-à-dire moins nombreuses) qui est réputé se comporter comme la population initiale.